# Euterpe

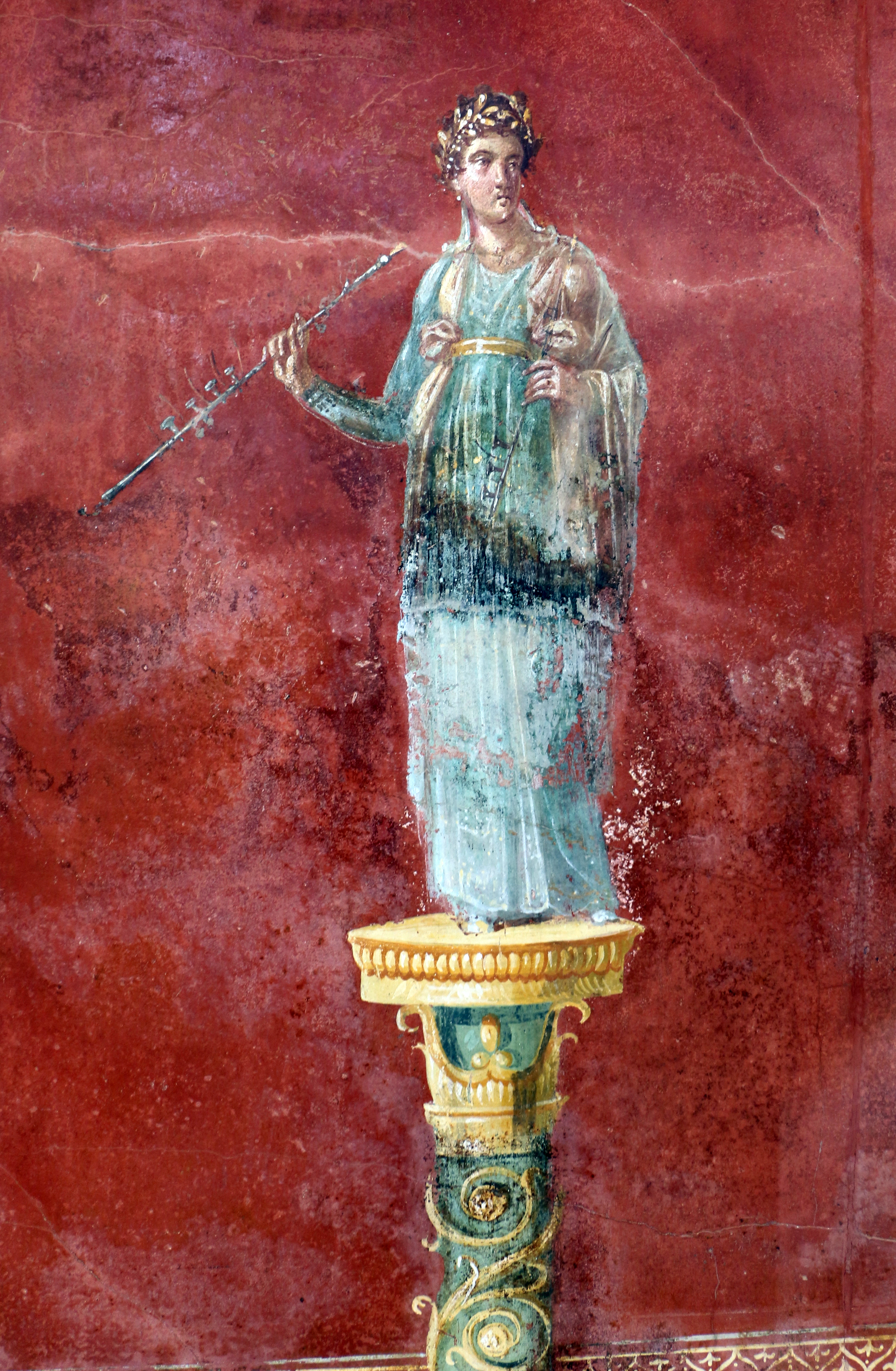
Euterpe auf einem antiken Fresko aus Pompeji

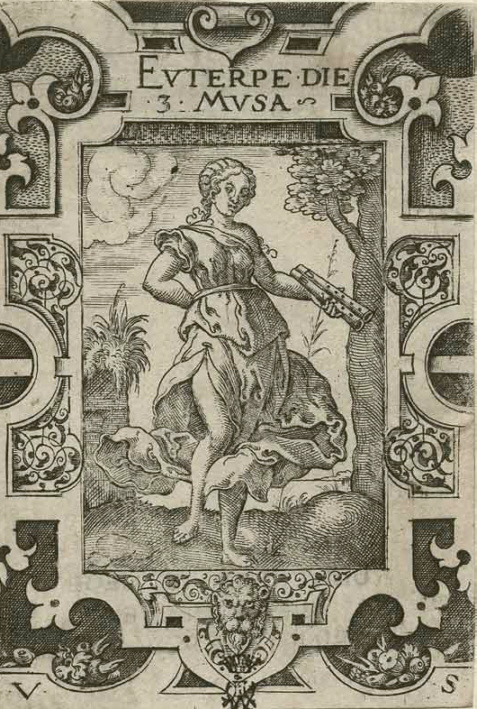
Euterpe mit einer Doppelflöte. Kupferstich von Virgil Solis aus P. Ovidii Metamorphosis von 1562.

Euterpe oder Eutelpe (altgriechisch Εὐτέρπη Eutérpē, deutsch ‚die Erfreuende, Ergötzende‘) ist eine der neun Musen, die gewöhnlich als Vertreterin der Musik und der lyrischen Poesie gilt; ihr Attribut ist daher eine Flöte oder ein Aulos. Auch in römischer Zeit wurde sie als Muse der lyrischen Dichtung und des Flötenspieles betrachtet.

## Mythologie
Die neun Musen sind in der griechischen Sagenwelt die Töchter des Zeus und der Titanin Mnemosyne. Euterpe wird dargestellt mit der doppelten Aulos oder mit einfacher Flöte. Im antiken griechischen Glauben agierten Musen oft als Schiedsrichterinnen von musischen Talenten, wobei insbesondere die Musik eine große Rolle spielte. Einmal wurden sie  von den neun Töchtern des Pierus musikalisch herausgefordert. Nach ihrem Sieg verwandelten sie ihre Herausforderinnen in Elstern.
Euterpe gebar dem Strymon Rhesos.

## Rezeption

### Kunst
- Johann Heinrich Tischbein: Die neun Musen - Euterpe (Gemälde von 1782)
- Arnold Böcklin: Euterpe (Gemälde von 1872)

### Musik
- George Chadwick: Euterpe. Konzert-Ouvertüre, 1906[6]